# Димче Коцо
Димче (Димитър) Коцо (Коцов, Коцев) (на македонска литературна норма: Димче Коцо) е художник, историк, професор, художествен критик и академик от Република Македония.

## Биография
Роден в 1910 година в Охрид. Известно време учи в резбарското училище в родния си град. Започва да учи в художествено занаятчийско училище в Белград и записва История на изкуството във Философския факултет в същия град.
По времето на българското управление във Вардарска Македония, когато Христо Вакарелски е директор на Народния музей в Скопие (1941 – 1944), Димче Коцев, като заклет българин, му сътрудничи в Охрид, участвайки в укрепването на крепостната стена и разкопките около св. Климентовата гробница в по-сетнешната джамия над манастира Канео. Полага много усилия за издирването на гроба на свети Климент, започва разкопки в съборената Имарет джамия и  под основите ѝ през 1943 година разкрива основите на манастира „Св. Пантелеймон“.
През 1942 година Коцов става член на Управителния съвет на Охридската общогражданска фондация „Свети Климент Охридски“, чиито цели са предимно благотворителни.
След войната в 1945 година завършва Философския факултет на Белградския университет. Член е на Дружеството на художниците на Македония от 1945 година. Основател е и пръв директор на Археологическия музей на Македония. Коцо е основател и на Катедрата по история на изкуството и археология към Философския факултет на Скопския университет и неин декан. Той е сред основателите и на самия факултет. От 1969 година е член на Македонската академия на науките и изкуствата. В 1969 година получава „Нерешки майстори“.
Автор е на много трудове от областта на средновековното изкуство и археологията.